# Faulwies
Faulwies ist eine Wüstung in der Gemeinde Lappersdorf im Oberpfälzer Landkreis Regensburg und war ein Gemeindeteil von Hainsacker.
Die Einöde lag auf einer Rodungsinsel 2,5 Kilometer nördlich von Hainsacker und gut einen Kilometer östlich von Schwaighausen.
In der Denkmalliste wird sie unter der Aktennummer D-3-6938-1076 als geschütztes Bodendenkmal „Mittelalterliche und frühneuzeitliche Hofwüstung Faulwies.“ geführt.
1831 wird der Ort bei J. A. Eisenmann erwähnt als „Einöde mit 7 Einwohnern im Landgericht Regenstauf und eine halbe Stunde von der Pfarrei Hainsacker gelegen, wohin sie gehört“. Letztmals bei der Volkszählung 1950 wurden acht Einwohner in einem Wohngebäude festgestellt. Bei den Zählungen von 1961 und 1970 wurde der Ort als unbewohnt festgestellt, 1987 ist er nicht mehr aufgeführt.
Heute steht an der Stelle des Gehöfts eine Baumgruppe. Der Weg dorthin existiert noch in seiner ursprünglichen Lage. Der Flurname Faulwies und die südlich gelegene Faulwieshöhe erinnern an den Ort.